# Arabe palestinien

Distribution des parlers arabes levantins

L'arabe palestinien ou palestinien est une variante de l'arabe levantin (en Syrie et au Liban) parlé en Palestine (Territoires palestiniens) et Israël.